# 聖何塞縣
9°56′16″N 84°6′55″W / 9.93778°N 84.11528°W
聖何塞縣（西班牙語：Cantón de San José），是哥斯達黎加的縣份，位於該國中部，由聖何塞省負責管轄，首府設於聖何塞，始建於1848年12月7日，面積44.62平方公里，海拔高度1,160米，2011年人口288,054人，人口密度每平方公里6,455.71人。